# Cetonana aculifera
Cetonana aculifera är en spindelart som först beskrevs av Embrik Strand 1916.  Cetonana aculifera ingår i släktet Cetonana och familjen flinkspindlar.
Artens utbredningsområde är Madagaskar. Inga underarter finns listade i Catalogue of Life.